# Kindar l'invulnerabile
Kindar l'invulnerabile è un film del 1965 diretto da Osvaldo Civirani. Ultimo film dell'attore Mark Forest.

## Trama
Un malvagio bandito del deserto rapisce un neonato figlio di un sultano e lo cresce come suo. Successivamente scopre che il figlio ha poteri magici ed è invincibile. Molti anni dopo, Kindar si innamora di una donna e si prepara a fare irruzione in un villaggio, ma scoprirà che la donna è in realtà la fidanzata di suo fratello e che il villaggio appartiene al suo vero padre.

## Distribuzione
Il film fu distribuito nel luglio del 1965.